# ضريح النبي عمران
مقام وضريح النبي عمران، يقع في سلطنة عمان بمحافظة ظفار بمدينة صلالة، بجوار بلدية ظفار تماماً، وقبره طويل جداً داخل غرفة مستطيلة، وحوله حديقة صغيرة ومسجد حديث، يبلغ طوله 30 متر تقريباً، و عرضه 80 سم.

## الموقع
يقع الضريح في سلطنة عمان، في المنطقة الجنوبية، في صلالة، وقد كان قبر النبي عمران في العراء في السبعينات.

## وصف القبر
يبلغ طول القبر 30 متراً، ويصل عرضه إلى حوالي 80 سنتيمتراً.

## التاريخ

### في السبعينيات
كان القبر في السبعينيات في العراء، وكان يتواجد حوله بعض الناس الذين يقرأون الفاتحة ويدعون ربهم أن يمنحهم الصحة والسعادة وغير ذلك. وزين هذا القبر بالأقمشة الملونة التي ربطت بواسطة الحبال والحجارة حتى لا تطير عند اشتداد قوة الرياح وسرعتها.

### في الوقت الحاضر
يعتبر القبر طويل، ويبلغ طوله 30 متراً ومجهز بالإضاءة، ويعتبر أطول قبر في العالم، وأحيط القبر بسور خشبي بسيط من جهاته كافة، كما أحيط بسجادات مرسوم عليها صور لمساجد وكتبت عليها آيات قرآنية بالإضافة إلى الأقمشة الملونة والتي يغلب عليها اللون الأخضر الغامق.
ويوجد حول الضريح حديقة وفيها ممرات خاصة تؤدي إلى القبر وكذلك يوجد إلى جانب القبر العديد من القبور الأخرى القديمة.